# Ливайн, Джеймс
Джеймс Ливайн (Лева́йн; англ. James Levine; 23 июня 1943, Цинциннати, США — 9 марта 2021, Палм-Спрингс) — американский дирижёр. Художественный руководитель и главный дирижёр Метрополитен-оперы в Нью-Йорке с 1976 по 2018 годы. 

## Биография
Дед был кантором в синагоге, отец Лоренс Левайн — скрипачом, мать Хелен Голдстейн — актрисой. Учиться музыке начал ребёнком, в 10 лет дал первое публичное представление: исполнил Второй фортепианный концерт Мендельсона с Симфоническим оркестром Цинциннати. В 1956 году брал уроки у Рудольфа Серкина в музыкальной школе Марлборо, затем у Розины Левиной в музыкальной школе Аспена. 
Дирижёрскому искусству учился в Джульярдской школе (1961—1964) у Жана Мореля. В 1964—1965 годах учился у Джорджа Селла в Кливлендском оркестре, а затем, до 1970 года, был его вторым дирижёром. В 1970 году дебютировал как приглашенный дирижёр с Филадельфийским оркестром и оперой Сан-Франциско.
С 1975 года музыкальный, с 1986 года – художественный руководитель Метрополитен-оперы. Музыкальный руководитель Мюнхенского филармонического оркестра (1999—2004), Бостонского симфонического оркестра (2004 — 2012). Дирижировал также другими крупнейшими и известнейшими оркестрами Европы и США. Выступал на Зальцбургском и Байрейтском фестивалях. 
Репертуар Ливайна-дирижёра охватывал инструментальную музыку от Баха до Ксенакиса. Выступал он также как оперный дирижёр (Моцарт, Вагнер, Пуччини, Верди и др.). 
В 2010-е годы в значительной степени отошёл от музыкальной деятельности в связи с неврологическими и иными медицинскими проблемами: нарастающая боль в спине требовала периодических оперативных вмешательств, а после падения с лестницы в 2011 году он на два года полностью сосредоточился на здоровье. В 2014 году избран членом  Американского философского общества.
В начале декабря 2017 года Джеймс Ливайн был обвинён в сексуальных домогательствах, причём некоторые мужчины утверждали, что он «приставал» к ним начиная с 1960-х, когда им не было и 18 лет. В марте 2018 года руководство Метрополитен-оперы приняло решение о прекращении сотрудничества с дирижёром в связи с обвинениями в неподобающем поведении.

## Признание
Ливайн — лауреат многих американских и европейских музыкальных премий (включая восемь премий «Грэмми»), почётный доктор ряда университетов США, введён в Зал славы журнала Gramophone. В 1997 году удостоен высшей американской награды — Национальной медали в области искусств.